# رسم العنز
رسم العنز (به عربی: رسم العنز) یک روستا در سوریه است که در ناحیه حمرا واقع شده‌است. رسم العنز ۳۷۹ نفر جمعیت دارد.